# Secretaria Municipal de Planejamento e Assuntos Estratégicos
A Secretaria Municipal de Planejamento e Assuntos Estratégicos (SMPAE) é um dos órgãos executivos de Porto Alegre, capital do estado brasileiro do Rio Grande do Sul. Tem como finalidade o estabelecimento de diretrizes de desenvolvimento e de planejamento orçamentário no Município, buscando a melhor aplicação dos recursos públicos na Capital.
As origens da SPM estão no antigo "Gabinete Municipal de Coordenação e Planejamento" (Gaplan), o qual, em 1975, assumiu as atribuições da Divisão de Planejamento Urbano da Secretaria Municipal de Obras e Viação.